# 迈达·穆罕默多维奇
迈达·穆罕默多维奇（1990年5月25日—），黑山女子手球运动员。她曾代表黑山参加2012年、2016年和2020年夏季奥林匹克运动会手球比赛，其中2012年奥运会获得一枚银牌。